# 魯德尼亞-扎米斯洛維齊卡
51°18′20″N 27°57′14″E / 51.30556°N 27.95389°E
魯德尼亞-扎米斯洛維齊卡（烏克蘭語：Рудня-Замисловицька），是烏克蘭北部的村莊，隸屬日托米爾州的科羅斯滕區。該村始建於1545年，面積0.48平方公里，海拔高度178米，2001年人口93，人口密度每平方公里193.75人。